# 하이린시

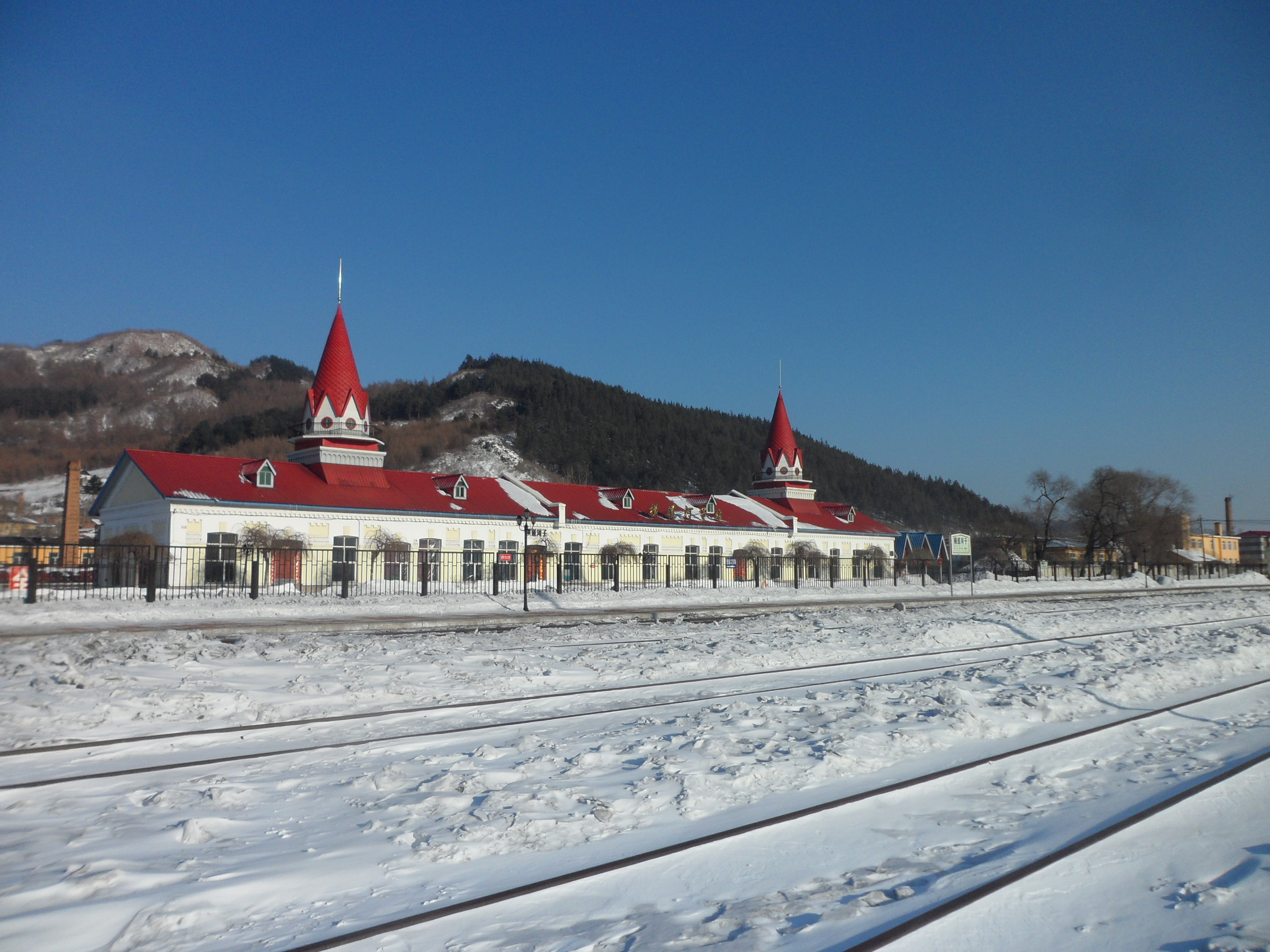

하이린시(한국어: 해림시, 중국어: 海林市, 병음: Hǎilín Shì)는 중화인민공화국 헤이룽장성 무단장 시의 행정구역이다. 넓이는 9877km2이고, 인구는 2007년 기준으로 430,000명이다. 한족이 대다수이고 상당 수의 만주족과 조선족이 거주한다.

## 역사
하이린에는 고대부터 사람들이 살고 있었다. 역사적인 유적지로 금나라 때의 무덤과 청나라 때의 영고탑의 초기 위치가 이곳에 있었다. 러시아 정교회의 성당이 있고 1903년에 건설된 동청철도의 정거장이 위치한 곳이다. 중일 전쟁기에 일본군은 이곳에 하이린 군사 공항을 건설하였다.
하이린 시의 역사는 1946년에 설립된 신하이 현으로 거슬러올라간다. 신하이 현은 1992년에 현급시로 승격되면서 현재의 이름으로 바뀌었다.

## 지리와 자원
하이린 시의 90%가 산지이다. 무단 강 수계에 속하는 140개의 지류가 흐른다(77개는 하이랑 강 유역에 속하고 66개는 무단 강 유역에 속한다). 전체 면적의 71%가 숲으로 덮여있다. 중요 생산품으로 목재와 인삼과 같은 약초가 있고 많은 양의 식용 버섯도 재배된다.
1월 평균 기온은 -18.5℃이고 7월 평균 기온은 21.8℃이다. 무상기일은 126일이고 연평균 강수량은 468.9mm이다.

### 기후
| Hailin (1981−2010)의 기후                      | Hailin (1981−2010)의 기후 | Hailin (1981−2010)의 기후 | Hailin (1981−2010)의 기후 | Hailin (1981−2010)의 기후 | Hailin (1981−2010)의 기후 | Hailin (1981−2010)의 기후 | Hailin (1981−2010)의 기후 | Hailin (1981−2010)의 기후 | Hailin (1981−2010)의 기후 | Hailin (1981−2010)의 기후 | Hailin (1981−2010)의 기후 | Hailin (1981−2010)의 기후 | Hailin (1981−2010)의 기후 |
| 월                                             | 1월                       | 2월                       | 3월                       | 4월                       | 5월                       | 6월                       | 7월                       | 8월                       | 9월                       | 10월                      | 11월                      | 12월                      | 연간                      |
| ---------------------------------------------- | ------------------------- | ------------------------- | ------------------------- | ------------------------- | ------------------------- | ------------------------- | ------------------------- | ------------------------- | ------------------------- | ------------------------- | ------------------------- | ------------------------- | ------------------------- |
| 역대 최고 기온 °C (°F)                         | 4.1 (39.4)                | 11.0 (51.8)               | 19.0 (66.2)               | 29.9 (85.8)               | 33.0 (91.4)               | 35.6 (96.1)               | 37.6 (99.7)               | 35.9 (96.6)               | 30.8 (87.4)               | 27.0 (80.6)               | 19.4 (66.9)               | 9.4 (48.9)                | 37.6 (99.7)               |
| 일평균 최고 기온 °C (°F)                       | −10.6 (12.9)              | −4.8 (23.4)               | 3.3 (37.9)                | 13.9 (57.0)               | 20.7 (69.3)               | 25.3 (77.5)               | 27.3 (81.1)               | 26.5 (79.7)               | 21.3 (70.3)               | 12.8 (55.0)               | 1.2 (34.2)                | −7.8 (18.0)               | 10.8 (51.4)               |
| 일일 평균 기온 °C (°F)                         | −17.1 (1.2)               | −11.9 (10.6)              | −3.2 (26.2)               | 6.8 (44.2)                | 13.7 (56.7)               | 18.9 (66.0)               | 21.8 (71.2)               | 20.9 (69.6)               | 14.1 (57.4)               | 5.7 (42.3)                | −4.9 (23.2)               | −13.8 (7.2)               | 4.2 (39.7)                |
| 일평균 최저 기온 °C (°F)                       | −22.1 (−7.8)              | −17.9 (−0.2)              | −9.5 (14.9)               | 0.1 (32.2)                | 6.7 (44.1)                | 13.0 (55.4)               | 17.1 (62.8)               | 16.2 (61.2)               | 8.1 (46.6)                | −0.2 (31.6)               | −9.8 (14.4)               | −18.5 (−1.3)              | −1.4 (29.5)               |
| 역대 최저 기온 °C (°F)                         | −34.0 (−29.2)             | −33.8 (−28.8)             | −24.4 (−11.9)             | −12.6 (9.3)               | −3.6 (25.5)               | 4.9 (40.8)                | 9.3 (48.7)                | 7.5 (45.5)                | −4.6 (23.7)               | −14.7 (5.5)               | −26.0 (−14.8)             | −32.0 (−25.6)             | −34.0 (−29.2)             |
| 평균 강수량 mm (인치)                          | 4.7 (0.19)                | 5.0 (0.20)                | 10.9 (0.43)               | 25.3 (1.00)               | 55.2 (2.17)               | 86.0 (3.39)               | 129.4 (5.09)              | 113.3 (4.46)              | 57.0 (2.24)               | 27.0 (1.06)               | 11.4 (0.45)               | 6.2 (0.24)                | 531.4 (20.92)             |
| 평균 상대 습도 (%)                             | 69                        | 63                        | 54                        | 53                        | 58                        | 69                        | 77                        | 79                        | 73                        | 64                        | 63                        | 68                        | 66                        |
| 출처: China Meteorological Data Service Center |                           |                           |                           |                           |                           |                           |                           |                           |                           |                           |                           |                           |                           |

## 관광
스키장을 포함해 두 곳의 삼림 공원, 거대한 인공 호수, 중국에서 가장 큰 동물 사육 센터가 있다. 헝다오허쯔 호랑이 공원은 중국에서 시베리아 호랑이를 사육하는 가장 큰 공원이라 주장하는데 1986년에 세워져 2006년 현재 256마리의 호랑이를 키우고 있다.

## 행정 구역
7개 진, 1개 민족진, 1개 민족향을 관할한다.
- 진: 海林镇, 长汀镇, 柴河镇, 横道河镇, 山市镇, 二道河镇, 三道河子镇.
- 민족진: 신안 조선족 진(新安朝鲜族镇).
- 민족향: 하이난 조선족 향(海南朝鲜族乡).

## 같이 보기
- 신민부